# Магда Геббельс
Йоганна Марія Магдалена Беренд (нім. Johanna Maria Magdalena Behrend), у шлюбі Ма́гда Ге́ббельс (нім. Magda Goebbels; 11 листопада 1901, Берлін — 1 травня 1945, Берлін) — діячка нацистської партії і прихильниця Адольфа Гітлера, дружина міністра Нацистської Німеччини, Йозефа Геббельса. Перед падінням Берліна у травні 1945 року вчинила з родиною самогубство.

## Біографія
Народилася у родині інженера Оскара Річшеля і Августи Беренд. Батьки одружилися після її народження, але розійшлися після трьох років шлюбу у 1904 році. Коли Магді виповнилося 5 років, мати відправила її до батька в Кельн, а він разом з дочкою пізніше переїхав до Брюсселя. У Бельгії Магда поступила на навчання до монастиря святої Урсули у Вілворді. Тим часом, після розлучення її мати Августа одружилася з підприємцем єврейського походження Ріхардом Фрідлендером і у 1908 році переїхала з ним до Брюсселя. Магда взяла прізвище вітчима і прожила з ними у Брюсселі до початку Першої світової війни, коли батьки вимушені були залишити Бельгію і переїхати до Берліна. Після переїзду до столиці Магда знайшла роботу вчителькою у ліцеї Кольморген. У 1914 році її мати розлучилася з Фрідлендером.

### Перший шлюб
У 17 років Магда познайомилася з багатим німецьким промисловцем Гюнтером Квандтом, старшим за неї майже удвічі. 4 січня 1921 року вона одружилася з ним, а 1 листопада 1921 року народила сина Гаральда. Шлюб не був щасливим, 23-річна Магда швидко розчарувалася у чоловікові й натомість зацікавилася у його старшому синові — 18-річному Гельмуті Квандті. Несподівано у 1927 році Гельмут помер від ускладнень після операції, і пізніше Магда з чоловіком вирушили у шестимісячну подорож до США. Там познайомилася із племінником президента США Герберта Гувера. Запідозрівши невірність з її боку у 1929 році, Квандт розлучився з нею, але за умовами розлучення залишив їй великі статки.

### Шлюб з Геббельсом

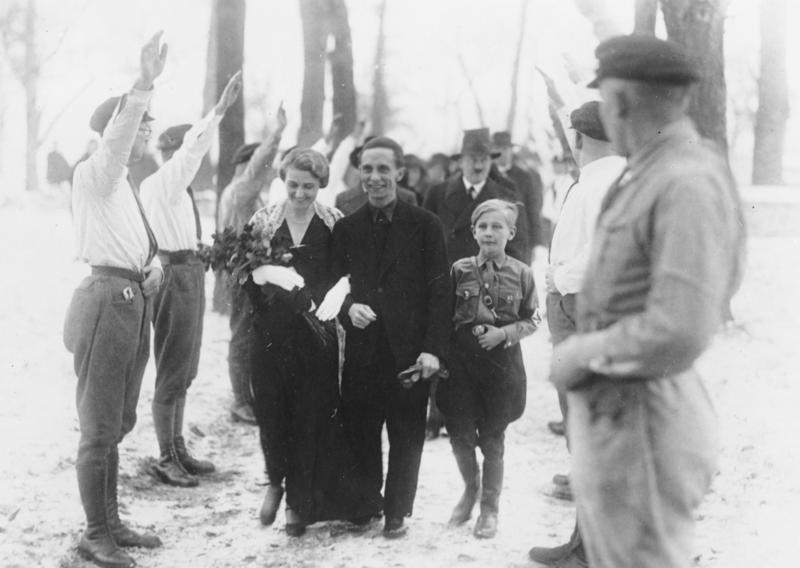
Одруження Йозефа і Магди Геббельс за участю 10-річного сина від першого шлюбу — Гаральда, та Адольфа Гітлера (на задньому плані)

Магда Квандт познайомилася з Йозефом Геббельсом на одному з засідань нацистської партії, де він виступав із доповіддю. Геббельс справив сильне враження на неї, і 1 вересня 1930 року вона вступила в НСДАП, хоча й не відзначалася активністю у її лавах. Пізніше Магда знайшла роботу в штаб-квартирі партії і протягом короткого періоду була секретаркою Ганса Майнсгаузена, заступника Геббельса, згодом перейшла працювати і до нього. Існує кілька пояснень, чому Квандт одружилася з Геббельсом. За однією з гіпотез, вона була зачарована харизмою Адольфа Гітлера, а оскільки фюрер не мав бажання одружуватися, шлюб з одним з його заступників і провідним членом партії мав піднести її статус в очах усіх членів партії і наблизити її до фюрера. Магда одружилася з Геббельсом 19 грудня 1931 року, свідком на весіллі був сам Адольф Гітлер. У шлюбі з Геббельсом народила шістьох дітей: Гельґа, Гільдеґард, Гельмут, Гедвіг, Гольдіна і Гайдрун.
Хоча у нацистській пресі шлюб Геббельсів зображався як зразок арійського подружжя, обоє з них мали коханців поза шлюбом. Геббельс мав роман з чеською акторкою Лідою Бааровою, що мало не стало причиною розлучення. Магда мала стосунки із особистим секретарем чоловіка Карлом Ганке, і лише безпосереднє втручання Гітлера зберегло шлюб. Попри це, Магда часто виконувала обов'язки «першої леді» рейху, оскільки Гітлер не мав дружини: супроводжувала голів іноземних держав, які відвідували Німеччину, втішувала солдатських вдів, підримувала поранених солдат. На публіці Магда завжди намагалася відповідати пропагандистському образу зразкової, патріотичної матері та прихильниці націонал-соціалізму. Коли радянські війська підійшли до Берліна, подружжя Геббельсів з дітьми переїхало до бункера Гітлера біля колишньої Рейхсканцелярії.

### Самогубство

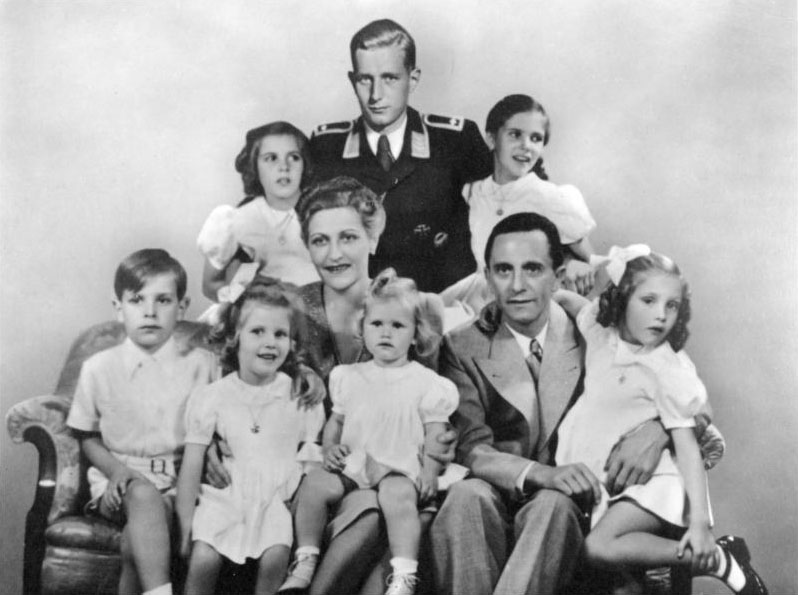
Сімейне фото Магди і Йозефа Геббельс з дітьми 1942 року. Фото першого сина Гаральда у формі було штучно додане пізніше

Рішення про самогубство у Гебельсів очевидно виникло наприкінці квітня 1945 року, оскільки саме в той час Магда написала прощального листа своєму першому сину Гаральду Квандту, на той час пілоту Люфтваффе у полоні в Південній Африці. У ньому вона сповіщала сина про бажання покінчити життя самогубством і також про вбивство дітей, оскільки на її думку, без націонал-соціалізму життя не було нічого варте. Магда Геббельс наполягала, що діти погодилися вмерти з нею, однак цьому не існує підтверджень. Після самогубства Гітлера і Єви Браун днем раніше, 1 травня 1945 року Магда і Йозеф Геббельс напоїли дітей морфіном і роздавили капсули з цианістим калієм у роті кожної дитини. Участь інших у вбивстві дітей, зокрема лікаря у бункері Гітлера, до кінця не з'ясована. Також існували підозри, що найстарша 12-річна дочка Гельґа, можливо, намагалася чинити опір намірам батьків вбити її. Після вбивств дітей Магда і Йозеф Геббельс вийшли в сад Рейхсканцелярії і проковтнули капсули з отрутою. За іншими свідченнями, на їх вимогу їх розстріляв один з ад'ютантів; інші стверджували, що Геббельс застрелив спочатку дружину, а потім себе. Тіла Магди і Йозефа Геббельсів намагалися підпалити, але не спалили до кінця — представники радянських спецслужб перезаховували їх останки кілька разів, аж поки вони остаточно не були знищені у 1970 році.